# Henry Ludwell Moore
Henry Ludwell Moore (1869–1958) – amerykański ekonomista. Jeden z twórców współczesnej ekonometrii.
Doktorat obronił na Johns Hopkins University w 1896 roku. Dotyczył on teorii ekonomicznej Johanna Heinricha von Thünena. W późniejszym okresie wykładał na Columbia University w Nowym Jorku. Obok Ragnara Frischa oraz Jana Tinbergena jest współtwórcą współczesnej ekonometrii.
Prace Moore'a:
- Laws of Wages: An Essay in Statistical Economics (1911)
- Economic Cycles: Their Law and Cause (1914)
- Forecasting the Yield and Price of Cotton (1917)
- Generating Economic Cycles (1923)
- Synthetic Economics (1929)